# Nikad nije kasno (Srbija)
Nikad nije kasno je natjecateljski pjevački talent show koji se od 2015. emitira svake nedjelje u 21 sat emitira u programu Prve srpske televizije.

## O emisiji
Osnova formata je izbor najljepšega glasa natjecatelja, koji moraju biti stariji od 40 (prvotno 45) godina. Među njima su profesionalni lokalni pjevači kao i apsolutni amateri. Natjecatelji se predstavljaju izvedbama popularnih hitova zabavne i narodne glazbe. Osim što pjevaju, natjecatelji pričaju i o svojim zanimljivim sudbinama. Moto projekta je ostvarenje neostvarenoga sna pod sloganom "nikad nije kasno". Natjecatelji tako imaju priliku da se pod svjetlima reflektora na velikoj sceni predstave milijunskoj publici pred TV ekranima. Natjecatelje prati veliki revijalni orkestar.
Natjecatelje ocjenjuju suci, od kojih su tri člana stalna, a jedan je član specijalni gost. Stalnu trojku čine producent Grand produkcije i kreator koncepta showa Žika Jakšić, poznati skladatelj i tekstopisac Saša Milošević Mare i Dragana Katić kao voditeljica. Suci komentiraju nastup svakog pjevača i na kraju emisije biraju one koji nastavljaju natjecanje.
Pobjednika sezone u velikom finalu glasovanjem bira publika.

## Vanjske poveznice
- Službena web stranica  Arhivirana inačica izvorne stranice od 25. veljače 2016. (Wayback Machine)
- Službena Facebook stranica